# Insurgência no Vale de Preševo
A Insurgência no Vale de Preševo foi um conflito armado de aproximadamente dois anos entre a República Federal da Iugoslávia e os separatistas de etnia albanesa do Exército de Libertação de Preševo, Medveđa e Bujanovac (UÇPMB). Houve casos durante o conflito em que o governo iugoslavo solicitou o apoio da KFOR para suprimir os ataques da UÇPMB, uma vez que só podiam usar forças militares ligeiramente armadas como parte do Tratado de Kumanovo que pôs fim à Guerra do Kosovo, que criou uma zona tampão entre a RF da Iugoslávia e o Kosovo.

## Prelúdio
Antes da insurgência, o Vale de Preševo era o lar de aproximadamente 100.000 pessoas, das quais 70.000 eram albaneses e outros 30.000 sérvios. Os albaneses representam 95% de Preševo, 63% de Bujanovac e 26% da população de Medveđa. A região é por vezes referida como Kosovo Oriental pelos albaneses. A região povoada por albaneses tornou-se parte da Sérvia em 1913, após a Primeira Guerra Balcânica.
De 1945 a 1946, Preševo e Bujanovac fizeram parte do recém-criada Província Autônoma de Kosovo e Metohija, dentro do Estado Federado da Sérvia. Em 1946, eles foram transferidos para a Sérvia Central em troca de uma parte do atual Kosovo do Norte habitado pelos sérvios. Durante a dissolução da Iugoslávia, em 1 e 2 de março de 1992, os albaneses do Vale de Preševo realizaram o referendo sobre o seu futuro estatuto na Sérvia. A maioria, 97% dos eleitores, exigiu autonomia para o vale e o direito de aderir à República do Kosova. O governo sérvio rejeitou o referendo como inconstitucional e ilegal.
A Guerra do Kosovo foi um conflito paralelo entre o Exército Iugoslavo e o Exército de Libertação do Kosovo. Começou em Fevereiro de 1998 e terminou em 10 de Junho de 1999, quando o Acordo de Kumanovo foi assinado. Segundo o acordo, as tropas da KFOR, supervisionadas pelas Nações Unidas, entrariam como força de manutenção da paz, enquanto as forças militares iugoslavas deveriam retirar-se. Foi acordado que o KLA seria dissolvido em 19 de setembro de 1999. De acordo com o acordo, haveria uma zona desmilitarizada em torno do Kosovo. Os sérvios só podiam usar esquadrões policiais com até 10 membros. Esta zona tampão foi usada pelos guerrilheiros albaneses para ataques contra as forças sérvias. O conflito do vale de Preševo eclodiu em junho de 1999.

## Zona de Segurança Terrestre
Após a assinatura do Acordo de Kumanovo, foi estabelecida uma zona desmilitarizada profunda ao longo da fronteira do Kosovo. O comprimento da zona era 382 km. O objetivo desta zona tampão era evitar incidentes entre as tropas da KFOR e o exército iugoslavo. Ao mesmo tempo, foi criada uma Zona de Segurança Aérea. Sua largura era 20km. Apenas polícias ligeiramente armados, em grupos de até dez pessoas, foram autorizados a patrulhar, o que tornou difícil garantir a ordem. Foi proibido à Iugoslávia usar aviões, tanques ou quaisquer outras armas mais pesadas, de modo que a área se tornou um refúgio para o contrabando de drogas e operações contra as forças iugoslavas. A Zona consistia nos seguintes setores:
- Setor C oeste – de Plav até a fronteira com a Albânia
- Setor A – de Rožaje a Medveđa
- Setor D – partes dos municípios de Medveđa, Leskovac, Libane e Vranje
- Setor B – de Medveđa a Preševo
- Setor C leste – fronteira com a Macedônia até a vila de Norča[20]

## Exército de Libertação de Preševo, Medveđa e Bujanovac
Exército de Libertação de Preševo, Medveđa e Bujanovac (em albanês:  Ushtria Çlirimtare e Preshevës, Medvegjës dhe Bujanocit, UÇPMB) foram vistos pela primeira vez durante o funeral dos irmãos Shaqipi que foram mortos pela polícia em janeiro de 2000 em Dobrosin. Eles tinham cerca de 1.600 combatentes ativos  e cerca de 5.000 não ativos. O governo iugoslavo considerou-a uma organização terrorista. A organização consistia em três zonas. A primeira foi a zona Sul comandada por Shaqir Shaqiri. Depois de ser preso em 2001, ele foi substituído por Mustafa Shaqiri. Eles tinham entre 300 e 500 lutadores. A zona central era comandada por Ridvan Qazimi, conhecido como "Capitão Lleshi", que tinha cerca de 600 rebeldes. Lleshi foi posteriormente morto em confrontos perto de Oraovica. Esta zona ficava ao redor da estrada regional Gjilan-Bujanovac. No norte existia o chamado grupo Čar, ou zona Norte liderada por Muhamet Xhemajli. O comandante máximo foi Shefket Musliu, um mecânico de automóveis de Končulj. A maioria dos rebeldes tinha lançadores de minas e outras armas leves. Essas armas foram transportadas ilegalmente do Kosovo através da fronteira com a Sérvia. A maior aldeia albanesa na Sérvia, Veliki Trnovac, era o centro rebelde. De acordo com a Agência Sérvia de Inteligência de Segurança, estava cheio de bunkers, bem como laboratórios e depósitos de heroína. O UÇPMB estava operando nas seguintes aldeias:
- Zona Norte - Muhovac (comando), Ravno Bučje, Pribovce, Zarbince, Suharno, Đorđevac, Čar
- Zona centro - Veliki Trnovac (comando), Breznica, Mali Trnovac, Dobrosin, Končulj, Lučane e Turija
- Zona Sul - Bukovac, Gospođince, Mađare, Ilince, Depce, Masurica, Cerevajka, Sefer, Kurbalija, Šušaja, Karadak

Os rebeldes controlavam todas as aldeias do setor B e C da GSZ a leste, excepto Cerevajka e Gramada.

## História

### 1999

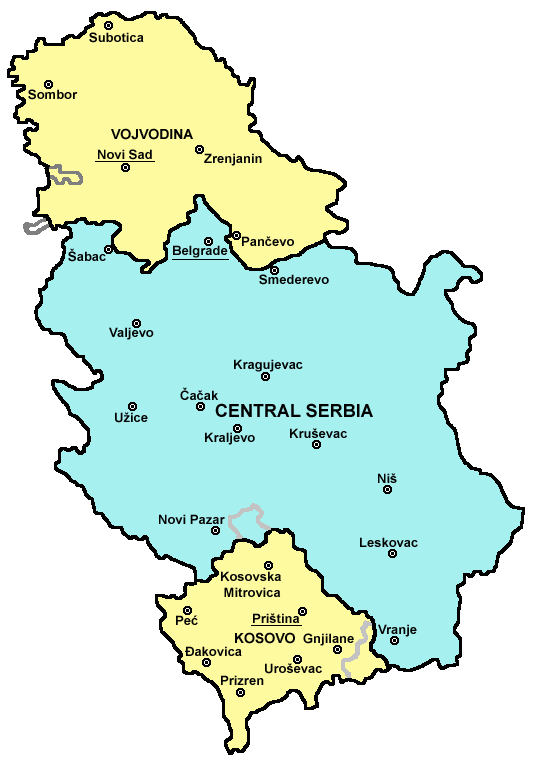
Mapa do Estado Federado da Sérvia em comparação com as fronteiras atuais (
Fronteiras atuais)

Após a dissolução do Exército de Libertação do Kosovo de acordo com o acordo de paz que pôs fim à Guerra do Kosovo, os seus veteranos e membros fundaram o Exército de Libertação de Preševo, Medveđa e Bujanovac numa aldeia de Dobrosin. O seu objetivo era a secessão de três municípios povoados albaneses da Sérvia e a sua anexação ao Kosovo. Os combates entre a polícia e os separatistas começaram em Junho de 1999 no município de Kuršumlija, e mais tarde espalharam-se por Medveđa, Bujanovac e Preševo. A UÇPMB estabeleceu muitas bases nas montanhas e planícies ao redor das cidades de Bujanovac e Preševo. O principal centro dos militantes era a aldeia de Veliki Trnovac. Devido ao movimento restrito naquela área, a polícia e o exército não conseguiram detê-los. No dia 21 de Novembro, dois polícias foram mortos por uma mina terrestre. Os sérvios responderam aos ataques com mais postos de controle e patrulhas. Durante 1999, os rebeldes não entraram em conflito aberto com a polícia. Em vez disso, eles lutaram contra eles com morteiros à distância, de modo que os sérvios não conseguiram responder.

### 2000
O conflito aumentou em 2000. Em 16 de Janeiro, três civis sérvios da aldeia de Pasjane foram mortos por rebeldes numa zona de segurança terrestre na estrada Gjilan–Preševo. Após a derrubada de Slobodan Milošević, o novo governo solicitou que a OTAN e a KFOR suspendessem a zona desmilitarizada em torno do Kosovo, com medo de que uma nova guerra pudesse eclodir. Vojislav Koštunica queria que os EUA reduzissem ou dissolvessem a zona. Em novembro de 2000, quatro polícias foram mortos e outros ficaram feridos. Božo Prelević, um dos três ministros do Interior da Sérvia, disse que a polícia sérvia regressaria à zona "com todos os meios disponíveis", a menos que o prazo para pôr fim aos ataques fosse cumprido. Em 24 de novembro, foi acordado um cessar-fogo mediado pela KFOR. De 30 a 31 de dezembro, na estrada de Gjian–Preševo, o UÇPMB fez 6 civis sérvios como reféns. Todos foram libertados pouco depois, através da mediação da KFOR e da RFI.

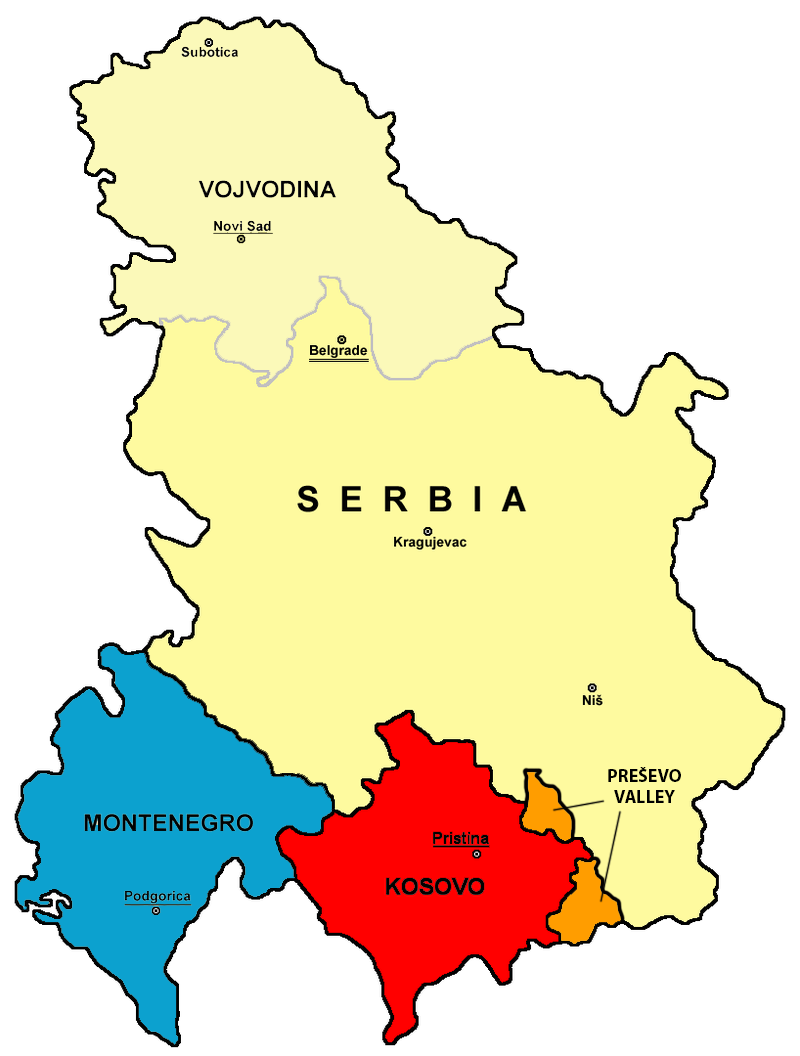
Território do Vale Preševo reivindicado pelos irredentistas albaneses
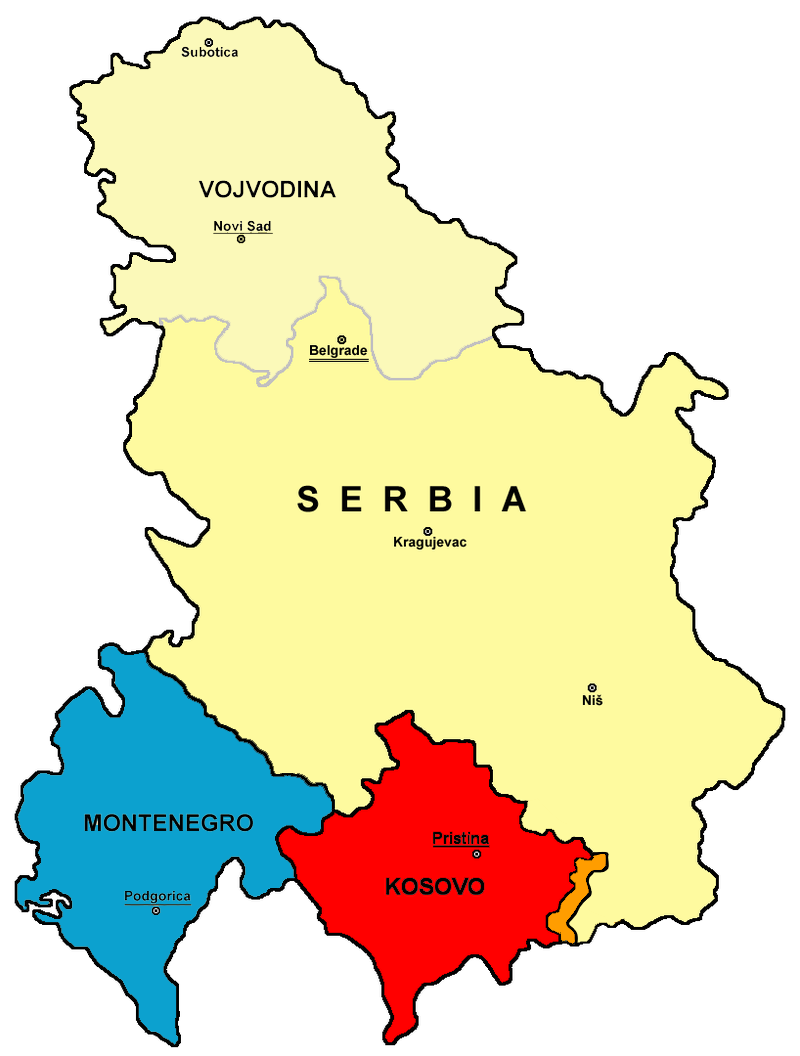
Território controlado pelo Exército de Libertação de Preševo, Medveđa e Bujanovac em 2001

### 2001
No dia 5 de Fevereiro, ocorreram os combates mais ferozes no vale de Preševo desde o fim do conflito do Kosovo em 1999. O exército jugoslavo trocou tiros de artilharia durante várias horas na zona tampão imposta internacionalmente, junto à fronteira com o Kosovo. Em 16 de Fevereiro, perto da cidade fronteiriça de Podujevo, sete civis sérvios foram mortos depois do autocarro Niš-Ekspres com refugiados do Kosovo ter sido explodido pelo UÇPMB. Depois disso, em 7 de Março de 2001, a KFOR concordou em permitir que os militares sérvios reocupassem a zona tampão (denominada "Zona de Segurança Terrestre") secção por secção. Numa aldeia onde ainda existia o UÇPMB, um guerrilheiro morreu numa explosão acidental. Ao mesmo tempo, os guerrilheiros albaneses iniciaram um motim na República da Macedônia. Durante o mês de Março, o cessar-fogo de uma semana foi acordado novamente, depois de quatro polícias terem sido mortos. O Exército entrou pela primeira vez no troço na fronteira com a República da Macedônia (secção C Leste), a fim de impedir o contrabando ilegal de armas. Posteriormente, a KFOR permitiu que os sérvios regressassem às zonas C Oeste e A em 25 de Março, e à zona D em 14 de Abril. Em 21 de maio, os comandantes albaneses assinaram o acordo de Končulj e concordaram em desarmar, mas muitos continuaram a lutar. A última seção foi em torno de Preševo (setor B). Em 24 de maio, o exército sérvio entrou na cidade, embora os combatentes albaneses os atacassem. Lá, um dos comandantes rebeldes, Ridvan Qazimi “Lleshi” foi morto. Não está claro se ele foi morto pela polícia ou por outros insurgentes. Após a vitória sérvia, a UÇPMB concordou em desarmar. Durante a insurreição de 2001 na Macedônia, a PMBLA financiou e apoiou continuamente o NLA. Fizeram-no até ao desarmamento em 21 de Maio de 2001. Alguns dos seus veteranos juntaram-se ao recém-formado Exército de Libertação Nacional na República da Macedônia. Cerca de 400 guerrilheiros se renderam para obter o perdão do governo iugoslavo. O chefe do UÇPMB, Shefket Musliu, rendeu-se à KFOR em 26 de maio. Até agosto de 2001 ocorreram cerca de 1.160 ataques contra policiais e civis sérvios.

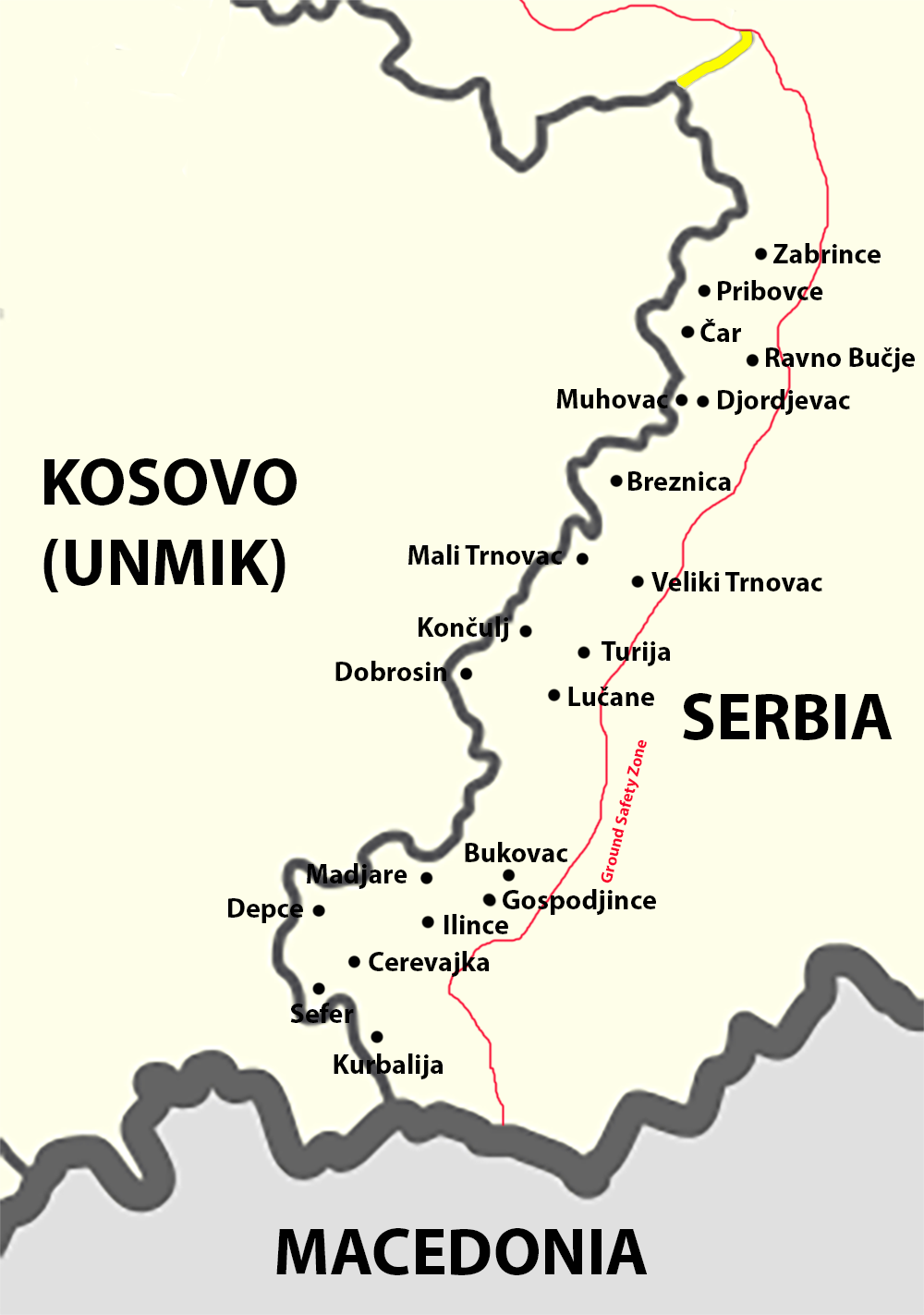
Aldeias sob controle do UÇPMB em 2000

## Conflitos em torno de Bujanovac
Em julho de 2000 o UÇPMB lançou uma ofensiva com o objetivo de tomar a cidade de Bujanovac. A batalha foi travada nas áreas de Končulj, Dobrosin, Lučane e Devojačka Čuka, bem como na área mais ampla em torno de Mali Trnovac, Muhovac e Đorđevac. Os confrontos da PMBLA com as forças de segurança sérvias começaram em Julho de 2000 e tinham como objetivo a conquista da comunicação Bujanovac-Gjilan e o controlo das aldeias do município de Bujanovac. Os combates intensificaram-se em Novembro de 2000, quando a polícia, sob a influência de uma força tripla da PMBLA, retirou-se dos postos de controlo de segurança que foram travados, ocupando posições defensivas mais próximas de Bujanovac . Os combates atingiram uma posição favorável no final de Novembro de 2000, após a chegada da JSO, bem como de reforços militares e policiais, ao sul da Sérvia. Os conflitos foram de baixa intensidade e reduziram-se principalmente a ataques rebeldes ocasionais, onde a polícia só respondeu quando as vidas dos seus membros estavam em perigo. A ofensiva da PMBLA na batalha perto de Bujanovac começou em 21 de novembro de 2000, após dois dias de provocações e fortes ataques às posições da polícia. Nesse dia, cerca de 500 guerrilheiros, incomparavelmente melhor armados que a polícia, percorreram sem impedimentos desde o Kosovo até ao município de Bujanovac, e além da presença de fortes forças do contingente americano da KFOR com a linha administrativa da Sérvia e do Kosovo.
No período das 12h25 às 17h00 do dia 21 de novembro, os albaneses cometeram ataques sincronizados ao posto de segurança de Dobrosin e às posições da polícia nas esquinas de Devojačka Čuka e Osoje. Três policiais foram mortos e cinco feridos por disparos de franco-atiradores do UÇPMB. Após o tiroteio, o Ministério dos Assuntos Internos conduziu uma operação antiterrorista.
Às 12h25, 12h55 e 15h30, os ataques ao furo de Dobrosin foram feitos com morteiros, armas automáticas e de atirador e metralhadoras, quando o observatório de Gropi foi atingido em duas ocasiões por mais de 5 minas.
Às 12h48, um ataque de morteiros, armas de infantaria, metralhadoras e brownies foi realizado contra posições da polícia local na esquina Devojačka Čuka, e às 13h30 os rebeldes também operavam na esquina de Osoje com tiros de morteiro.
Devido a ações fortes, membros das Unidades Especiais de Polícia de Gornji Milanovac foram forçados a retirar-se da comunicação Konculj–Lucane–Bujanovac, ao longo da largura da estrada. A retirada da polícia foi dificultada e retardada devido ao desconhecimento do terreno. Durante a retirada, seguiu-se um feroz ataque de infantaria por rebeldes albaneses da região mais ampla de Tuštica e Visoko quando o posto de observação na colina Gropi foi ocupado. Neste ataque, os rebeldes capturaram três membros do MUP. Foram levados para o seu acampamento no território do Kosovo, onde foram atormentados pelos líderes religiosos e eventualmente liquidados.
Por volta das 17h00 a retirada das pessoas das zonas de crise foi encerrada porque se constatou que no ponto Dobrosin havia um morteiro de 60 milímetros, um atirador e uma espingarda automática, dois kits de munições de combate, 6 telefones indutores e muito mais. Os rebeldes realizam então outro ataque à patrulha policial em Dobrosin. Após este ataque, os agentes policiais foram retirados do Município de Bujanovac, a fim de evitar novos conflitos e reorganizar as unidades policiais. Assim, os rebeldes ocuparam a área em torno de Dobrosin, Lucana, Konculja, Mali Trnovac e Breznica, bem como 4 esquadras de polícia.
Após o fim desses conflitos, na noite 21–22. Em Novembro, além dos membros do contingente americano da KFOR, cerca de 1.000 rebeldes tinham sido armados até aos dentes e entraram na área mais vasta de Bujanovac. Entre eles estavam albaneses de países da Europa Ocidental, da Albânia e do Kosovo. Eles imediatamente realizaram a mobilização forçada de homens militares albaneses com mais de 18 anos de idade. Eles pegaram veículos particulares e enviaram tudo para as primeiras fileiras de combate.

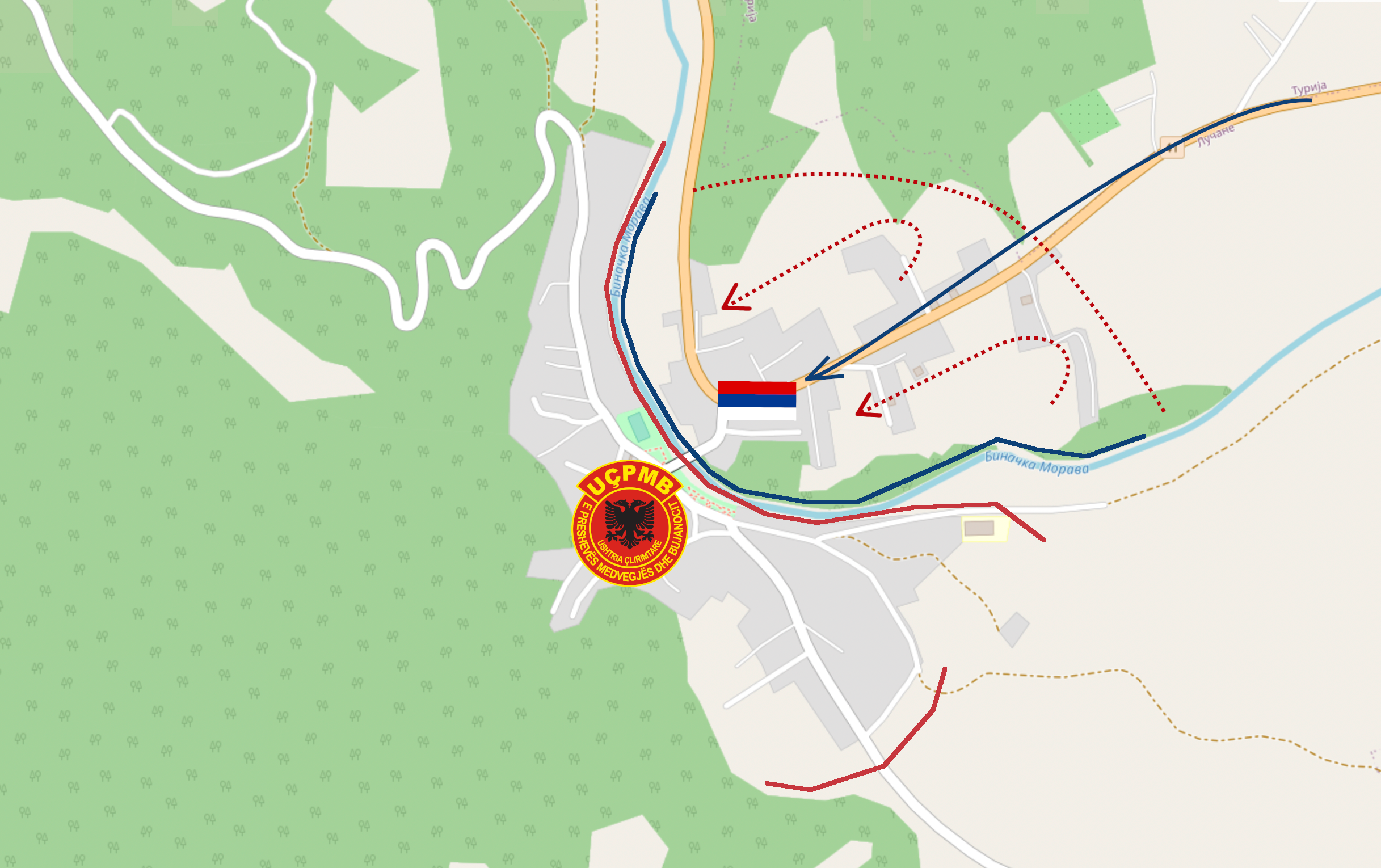
Contraofensiva da polícia sérvia na aldeia de Lučane em 27 de novembro de 2000

Depois de se estabelecerem, no dia seguinte continuaram com os ataques armados. No período das 11h15 às 12h05 e das 12h30 às 15h30 do dia 22 de novembro, a partir da direção das aldeias de Dobrosin e Končulj, os rebeldes albaneses realizaram ataques com armas automáticas e morteiros à polícia na aldeia de Lučane. Mais tarde, no período entre 21h45 e 23h15, os rebeldes realizaram ataques contra a polícia na aldeia de Djordjevac com morteiros, granadas de mão (dispararam 20-30 minas) e armas de infantaria. No dia seguinte, 23 de novembro, por volta das 10h00, os rebeldes albaneses realizaram um ataque com 5 minas de morteiros e brownies à patrulha policial na aldeia de Djordjevac.
Em resposta a estes conflitos, a RFI exigiu uma sessão urgente do Conselho de Segurança da ONU para condenar os ataques. O Presidente da RFI, Vojislav Koštunica, escreveu ao Secretário-Geral da OTAN, George Robertson, com a expectativa de que a KFOR não permitiria mais incursões no sul da Sérvia e incidentes semelhantes. Na sua sede em Bruxelas, a OTAN enfatizou que se opunha à queda da PMBLA, enquanto a KFOR, por outro lado, anunciou que não toleraria os possíveis efeitos do VJ na Zona de Segurança Terrestre.
A KFOR manteve todas as estradas que conduzem a Dobrosin, a aldeia onde os rebeldes estavam concentrados, bloqueadas. Durante esse bloqueio, em uma pista, foi preso um motorista de caminhão que tentava contrabandear armas e munições para os rebeldes através do posto de controle dos EUA. Na lareira havia morteiros, minas antipessoal, metralhadoras e 5 mil balas. Procurando terreno, a KFOR encontrou um morteiro de 62 mm, 16 cartuchos de morteiro, uma granada de mão, um rifle automático com 2.200 balas e 25 balas de pistola. Esta arma escondida pertencia a rebeldes que realizaram ataques a partir do território do Kosovo sem cruzar a linha administrativa. Havia também 10 rebeldes desarmados e uniformizados pretos que tentaram entrar ilegalmente no sul da Sérvia.

## Plano de Čović
Em Fevereiro de 2001, o Vice-Primeiro Ministro da Sérvia e Chefe do Centro de Coordenação para o Sul da Sérvia, Nebojša Čović, propôs o plano para resolver a crise no Vale de Preševo. O plano prevê forças policiais conjuntas de albaneses e sérvios locais, em proporção às populações dos grupos étnicos na área. A proposta apela à integração da população étnica albanesa do vale na vida política e social sérvia. Também oferece garantias de direitos civis e promessas de desenvolvimento económico. O plano não prevê autonomia para a região ou possível anexação ao Kosovo. Em vez disso, proporciona descentralização às autoridades locais. O plano também prevê a desmilitarização do Vale de Preševo e a dissolução do PMBLA. Todas as áreas controladas pelos rebeldes deveriam ser devolvidas à Sérvia. A cada rebelde que se render será prometido o perdão do governo jugoslavo. O plano foi aceite, e os albaneses assinaram o acordo de desmilitarização numa aldeia de Končulj.

## Retorno da Operação

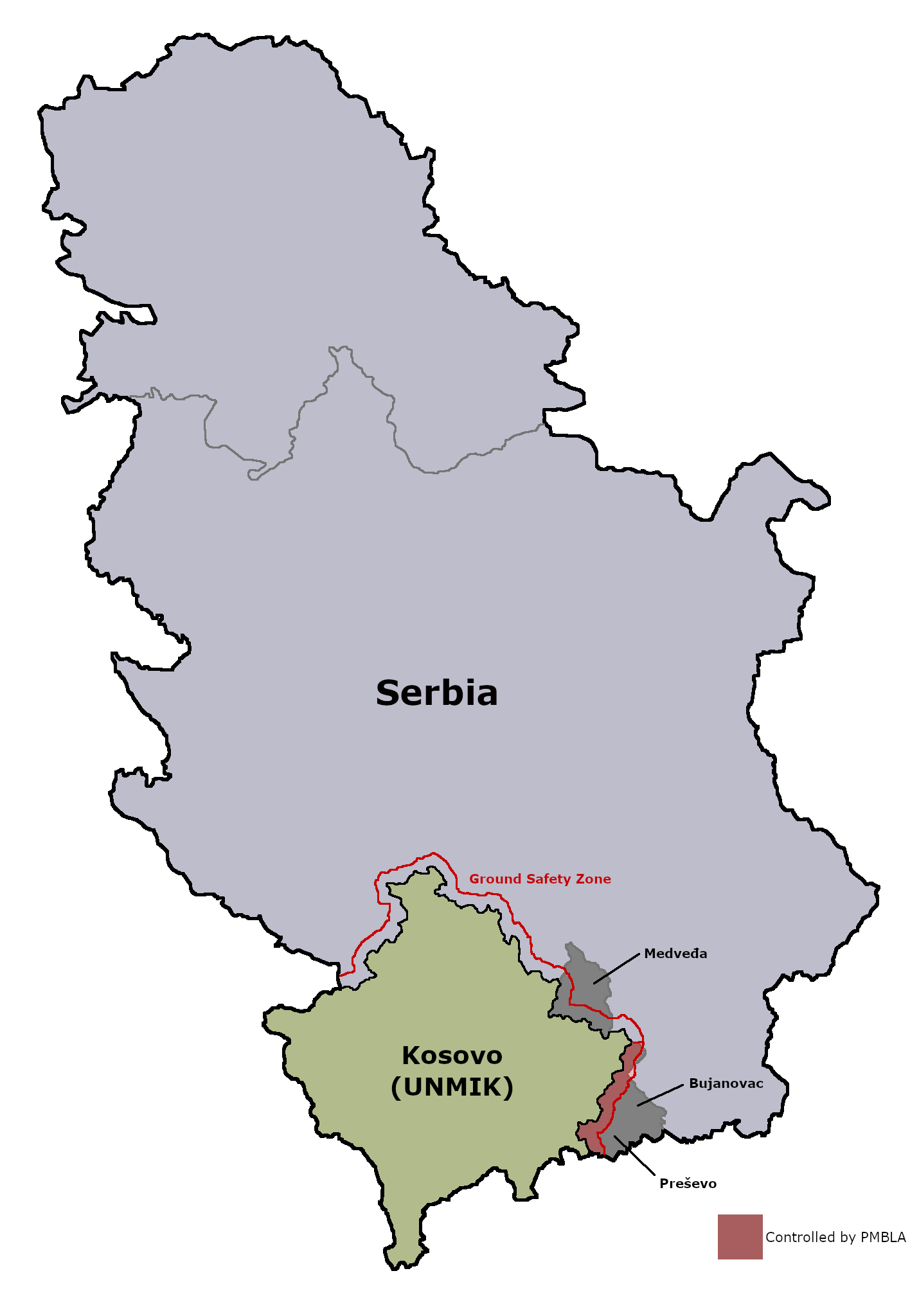
Sérvia
UÇPMB
Kosovo (KFOR e UNMIK)

### Retorno do Exército Iugoslavo ao Setor C – Leste
Às 6h30 do dia 14 de março de 2001, teve início o retorno das Forças de Segurança Unidas ao GSZ, Setor C (East Charlie), a partir da linha externa desta zona. As forças iugoslavas foram deslocadas para oeste, a partir da linha Preševo-Miratovac, em três direções: em direção às aldeias de Miratovac, Norča e Trnava. O Tenente-General Ninoslav Krstić foi liderado pelo Tenente-Coronel Ninoslav Krstic. O Chefe do Estado-Maior General do Exército Iugoslavo, Tenente-General Nebojsa Pavković, Comandante do Terceiro Exército, Tenente-General Vladimir Lazarević, Comandante do Corpo de Priština, Major-General Radojko Stefanović, General Obrad Stevanović e vários outros oficiais do Exército Iugoslavo. A operação de regresso foi acompanhada pelo presidente do órgão de coordenação da RFI para o Sul da Sérvia, Nebojša Čović, e pelos membros do órgão de coordenação, Mica Markovic e Milovan Čogurić. Entrando no setor C, na tríplice fronteira da Sérvia, Macedônia e Kosovo, estava livre de incidentes. Já às 07h20, Nebojša Pavković disse ao presidente da RFJ, Vojislav Koštunica, que a operação estava a decorrer com sucesso. Não havia minas terrestres no terreno, nem foram vistos grupos armados de rebeldes albaneses. No céu acima da Macedônia, foram observados vários helicópteros Cobra KFOR que supervisionavam a operação. No Setor C – Leste, as primeiras unidades a entrar foram unidades de engenharia encarregadas de examinar todo o campo e eliminar o perigo das minas colocadas. Logo, simultaneamente com eles, outros membros do Exército entraram na zona liderados pelo General Pavković e outros comandantes. Quando Pavković entrou na parte do setor C, o Tenente Coronel David Olvein, adido militar da Embaixada dos Estados Unidos, acompanhava os acontecimentos com extremo cuidado, mas ao mesmo tempo ficou muito surpreso ao receber a informação de que o tempo planejado de 10 horas, acabou assumindo posições em apenas 2 horas.

### Retorno do Exército Iugoslavo C – Oeste e Setor A
Depois de entrar na parte oriental do sector C, em 22 de Março de 2001, o comando da KFOR liderado pelo General Kabigoszu, numa reunião com representantes iugoslavos em Merdare, aprovou a entrada do Exército Iugoslavo na parte ocidental do Sector C (ao longo da fronteira do Sector C). Montenegro e Kosovo) e sector A (até à fronteira com o município de Medveđa). O regresso a estas partes do GSZ, efetuado pelo Segundo Exército do YA, teve início às 07h00 do dia 25 de março. Segundo o Coronel Radosav Mihailović, a operação no local foi realizada sem incidentes e de acordo com o plano previsto, acompanhada por membros do Órgão de Coordenação, representantes da KFOR e também observadores da UE. Esta operação restaurou a soberania estatal da RFJ sobre a zona fronteiriça dos municípios: Plav, Berane, Rožaje, Tutin, Novi Pazar, Raška, Brus e Kuršumlija. O comprimento total da parte oeste do Setor C e do Setor A era de 263km, e a largura era de 5km, ou seja, no total, cerca de 1300km².

### Retorno do Exército Iugoslavo ao Setor D
Os preparativos do Exército Iugoslavo para entrar no Sector D da Zona de Segurança Terrestre (a região fronteiriça do município de Medveđa) começaram após a reunião do General Ninoslav Krstić com o representante da KFOR em Merdare, perto de Kuršumlija, em 2 de Abril de 2001. O acordo de entrada no sector D foi assinado em Merdare, a 12 de Abril, por Ninoslav Krstić e Nebojša Čović, bem como por representantes da KFOR. Anteriormente, os rebeldes albaneses atacaram posições policiais na aldeia de Marovac, município de Medveđa, com dois morteiros, e atacaram membros da polícia local em Beli Kamen, município de Medveđa. Foi precisamente nestas regiões que existiam representantes do Órgão de Coordenação que se preparavam para a ocupação do sector D. Após os preparativos, as forças jugoslavas da circunferência exterior do sector D saíram das posições iniciais e entraram no sector D na madrugada de 14 de abril. A operação foi monitorizada por equipas da KFOR, observadores da UE e numerosos jornalistas. Depois de uma operação bem-sucedida durante a qual não houve conflito, o General Ninoslav Krstić elogiou os membros do Grupo de Operação Sul e elogiou especialmente os membros do grupo de combate da polícia que ocupou a região de Ravna Banja – setor D de Moravce. a entrada do exército iugoslavo foi fundamental e não houve provocações por parte dos rebeldes albaneses.

### Retorno do Exército Iugoslavo ao Setor B
O Comandante do UÇPMB Sefket Musliu, Ridvan Qazmi-Lleshi e Mustafa Shaqiri, assinaram um acordo de desmobilização e desmilitarização do PMBLA em 21 de maio em Končulj, garantindo a entrada segura e pacífica do Exército Iugoslavo no Setor B da Zona de Segurança Terrestre de acordo com o seguinte calendário: Zona B Sul até 22 de maio, Zona B Centro até 31 de maio, enquanto a Zona B Norte não estava sob o controle dos rebeldes. O acordo foi assinado na presença de Sean Sullivan, chefe do escritório da OTAN para a Iugoslávia. No mesmo dia, o comandante das Forças de Segurança Unidas, General Ninoslav Krstić, reuniu-se com o Comandante da KFOR em Merdare e nessa ocasião foi assinado um documento sobre o regresso do VJ ao Sector B.. Para cumprir esta tarefa, foram contratadas novas unidades especiais antiterroristas e antitruste das Forças de Segurança Unidas. A acção foi levada a cabo com a coordenação da KFOR e, até 24 de Maio, o Exército tinha ocupado 90 por cento das zonas B-Sul e B Norte sem encontrar qualquer resistência dos rebeldes. Prosseguiu a operação de remoção de minas e apreensão de armas, munições e equipamento militar. Durante a ocupação da zona norte do setor B em 24 de maio, durante a troca de tiros entre o VJ e a PMBLA, foi morto o comandante rebelde Ridvan Qazimi, na área da Colina Guri Gat (Pedra Negra) perto de Veliki Trnovac. O conflito durou das 11h30 às 15h00. Qazimi estava sob custódia com outros três rebeldes e, quando se levantou e foi para o seu jipe, foi atingido na cabeça. Mais tarde foi revelado que ele havia sido morto por um atirador. Após a morte de Qazimi, várias histórias começaram a circular no sul da Sérvia, desde o assassinato dos membros infectados da facção PMBLA sobre a distribuição do saque restante, até à fuga para o Kosovo e depois para a Albânia. Na conferência de imprensa, Nebojša Čović denunciou a informação de que Qazimi estava com Sean Sullivan na altura, e tirou dúvidas sobre o destino de Ridvan Qazimi, dizendo que este foi morto num confronto com as forças de segurança sérvias. Elogiou também a forma como B Sul e B Norte foram ocupados, acrescentando que o Exército não entrará na Zona B Centro, onde se encontra a maior concentração de rebeldes, até 31 de Maio. O Exército Iugoslavo realizou a última operação durante a ocupação do GSZ em 31 de maio, entrando na zona B Centro. O regresso dos membros do Exército Jugoslavo à parte central do sector permitiu restaurar a soberania sobre esta parte do território da RFJ, e toda a acção foi concluída pelas 12h00, quando as forças de segurança sérvias entraram na linha administrativa com o Kosovo. Durante a operação, não houve conflitos ou provocações por parte de rebeldes ou de civis albaneses. Depois de entrar na aldeia de Dobrosin, centro dos rebeldes, a polícia realizou uma inspeção em 14 alojamentos abandonados. Na presença do Presidente da Comunidade Local Dobrosin, Reshat Salihi, encontraram 2 minas antipessoal, uniformes e equipamento militar, três estações de rádio, 100 artigos médicos e outros. Durante o desdobramento do Exército Iugoslavo ao longo da fronteira esquerda da parte central do Setor B, em Visoko Bilo, o sargento Bratislav Milinković (1957), membro da 63ª Brigada de Paraquedistas de Niš, mirou em uma mina de contra-ataque e recebeu uma lesão grave na perna esquerda. Ele foi levado ao hospital militar em Bujanovac e depois transferido para tratamento adicional em Niš. Com a entrada das Forças de Segurança Unidas na Zona B Centro, a Operação Retorno foi concluída e o controle sobre toda a Zona de Segurança Terrestre foi restaurado, encerrando os conflitos no sul da Sérvia.

## Batalha de Oraovica

Batalha de Oraovica durante a Insurgência no Sul da Sérvia

A Batalha de Oraovica foi um conflito entre o Exército e a Polícia da RF da Iugoslávia e o grupo militante albanês antes que os sérvios entrassem no último setor da Zona de Segurança Terrestre. Como a aldeia ficava fora da GSZ, as forças iugoslavas foram autorizadas a usar armas mais pesadas, como o tanque M-84. Em 14 de Maio, as forças jugoslavas lançaram um ataque ao reduto da UÇPMB neste local povoado por albaneses, perto da fronteira com o Kosovo.
Os combates começaram em 14 de maio às 06h10 com um ataque às forças iugoslavas. Às 07h00, os guerrilheiros atacaram novamente a polícia e o exército sérvios e dispararam três foguetes em direcção à aldeia. Mais incidentes aconteceram durante o dia até às 20h. Em 15 de maio, as forças sérvias capturaram Oraovica, embora o UÇPMB os tenha atacado às 14h15.
As estimativas estavam altas em relação ao número de vítimas. As tropas iugoslavas não sofreram baixas. Enquanto o UCPMB teve 2 vítimas. A Iugoslávia afirma que 14-20 foram mortos, 8 feridos e que 80 foram capturados.

## Acordo de Končulj
A Declaração de Desmilitarização, ou Acordo de Končulj, foi um cessar-fogo assinado entre a RF da Iugoslávia e o UÇPMB em 20 de maio de 2001. O Acordo Končulj foi o primeiro acordo relacionado com esta parte da Sérvia (Preševo, Medveđa e Bujanovac). O acordo pôs fim aos conflitos que se espalharam pelo Kosovo, com representantes políticos dos albaneses locais, da Sérvia e do Kosovo comprometendo-se com a desmilitarização.
Procurou a total desmilitarização, desmobilização e desarmamento do Exército de Libertação de Preševo, Medveđa e Bujanovac (UCPMB). Apela também à integração dos albaneses étnicos nas estruturas governamentais, cívicas, económicas e policiais, e ao apoio da comunidade internacional para implementar o chamado Plano Čović. O acordo foi assinado pelo presidente sérvio Vojislav Koštunica e Shefket Musliu, o mais alto comandante da UÇPMB que se rendeu.
De acordo com o acordo, as tropas iugoslavas tiveram acesso seguro ao Setor B de Preševo. O representante da OTAN, Sean Sullivan, testemunhou o acordo como mediador das conversações, na ausência de comunicação direta entre a UCPMB e o governo da RFI “É hora de usar outros meios além das armas”, diz Shefket Musliu, o mais alto comandante de uma das frações do UÇPMB, ao assinar o acordo de Končulj para depor as armas.

## Consequências
Cerca de 400 albaneses renderam-se à KFOR e outros 150 à polícia sérvia. Eles não foram acusados de crimes de guerra de acordo com o plano Čović e o acordo de Končulj. A maioria dos membros do UÇPMB juntou-se à guerra do NLA na Macedônia, enquanto outros se juntaram ao recém-formado Exército de Libertação do Leste do Kosovo (LAEK). Por falta de membros, o LAEK não está ativo. Vários ataques às forças sérvias e a civis foram registados após o fim da guerra.
Após a reocupação da Zona de Segurança Terrestre, a Sérvia separou-a em 3 setores. O sector B estende-se desde Medveđa até à fronteira com a República da Macedônia. É controlado pela 4ª Brigada da Força Terrestre situada na cidade de Vranje. Existem cerca de onze bases nesta área. Em 2009, foi inaugurada a maior base militar da Sérvia, Cepotina, a 5km de Bujanovac.
Em 2002, em Preševo, Medveđa e Bujanovac tinham 57.595 albaneses étnicos. No entanto, boicotaram o censo de 2011, pelo que apenas 6.000 pessoas foram registadas. Estima-se que o Vale de Preševo tenha hoje cerca de 50.000 albaneses.

### Vítimas e deslocamento
Durante o conflito, 18 membros das forças de segurança iugoslavas foram mortos e 68 ficaram feridos. Oito civis também foram mortos. Algumas das mortes foram causadas por minas.
Em 2013, veteranos do UÇPMB ergueram um memorial com os nomes dos 27 insurgentes mortos no conflito. Outros 400 teriam se rendido à KFOR. Sete civis de etnia albanesa também foram mortos.
Dois observadores das Nações Unidas ficaram feridos, segundo relatos.

### Violência de 2002–2004
Os confrontos de baixa intensidade continuaram nos anos seguintes. Cronologia dos eventos mais importantes:
2002
- 20 de maio – bomba lançada contra uma casa de etnia albanesa em Preševo. A polícia disse que este é o décimo quinto ataque registrado desde março.[72]
- Dezembro – patrulha policial foi atacada em Končulj

2003
- 26 e 28 de janeiro – patrulha policial atacada novamente em Končulj
- 4 de fevereiro – bomba lançada contra uma casa sérvia em Levosoje
- 23 de fevereiro – um membro da Gendarmaria morto, dois feridos em Muhovac por uma mina antitanque
- 2 de março – mina antitanque encontrada em Turija
- 10 a 11 de agosto – ataques a um policial com morteiro em Dobrosin
- 12 de agosto – estrada Kuršumlija–Podujevo, polícia atacada
- 13 de agosto – mina colocada em Lučane
- 23 de agosto – granada lançada
- 27 de agosto – polícia atacada em Dobrosin
- 12 de setembro – polícia atacada em Depce, Rudnik, Madjare e Preševo
- 23 de setembro – bomba encontrada em uma escola em Bujanovac
- 24 de setembro – polícia atacada em Dobrosin

2004
- 4 de fevereiro – Selver Fazlliju, membro da Agência Sérvia de Inteligência de Segurança, morto em Bujanovac
- Março – bomba encontrada em escola, Preševo

Vários ataques ao exército foram registados neste período, tais como: ataque à torre de vigia em Čarska kula, sabotagem ao pilar através do qual é alimentada a base perto de Dobrosin e o apedrejamento de um veículo militar motorizado na aldeia de Lučane.

### Ataques de 2009

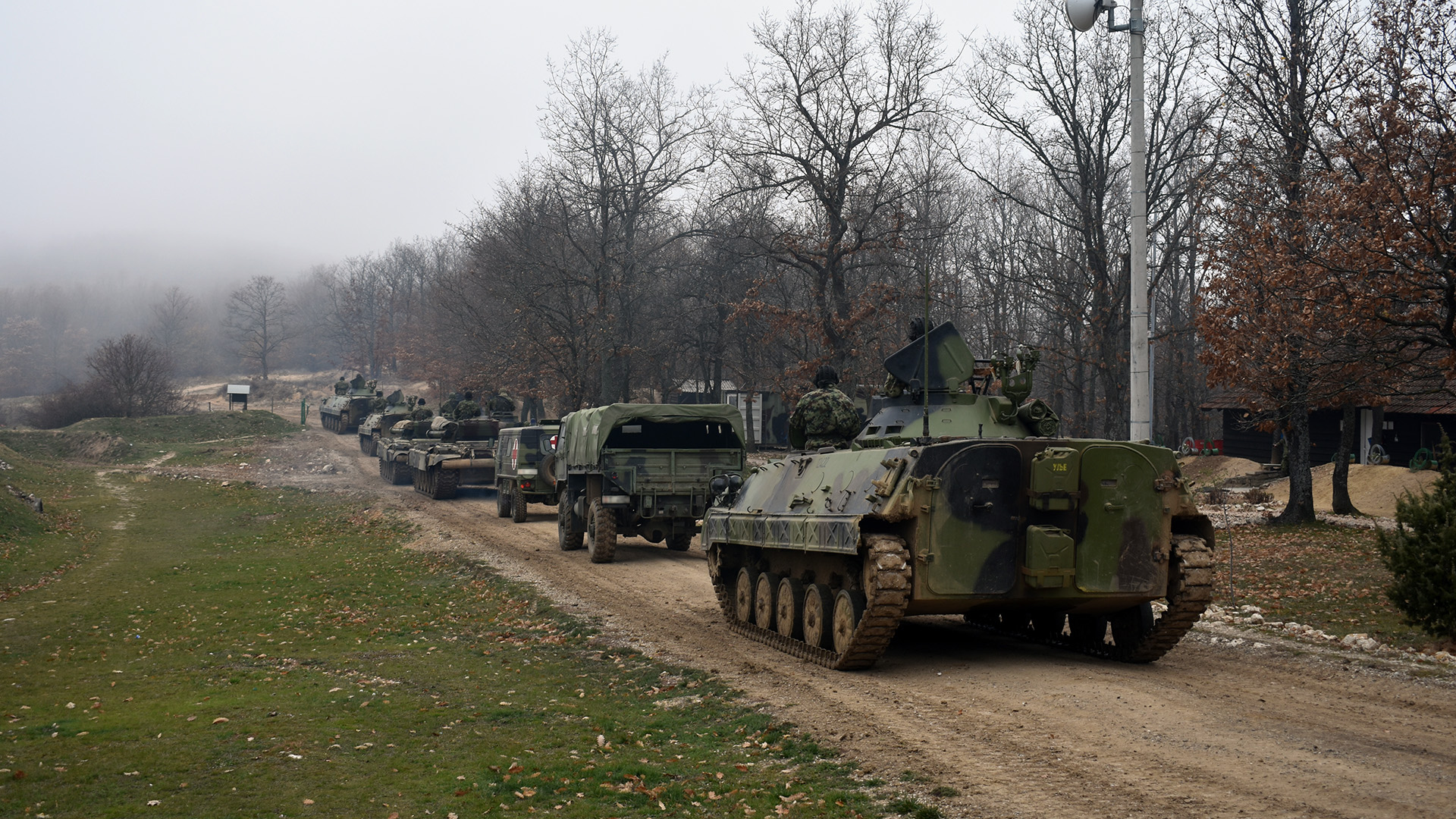
Exército Sérvio na Zona de Segurança Terrestre após um exercício em abril de 2022

Em 9 de Julho de 2009, dois membros da Gendarmaria Sérvia foram feridos depois de “terroristas” não identificados atacarem o seu Land Rover perto da aldeia de Lučane. Em 14 de Julho, uma bomba explodiu perto da entrada de um edifício em Preševo onde vivia com a sua família um membro da Gendarmaria de etnia albanesa. Sua esposa e filho ficaram feridos. A Ministra da Administração Interna, Ivica Dačić, descreveu estes ataques como um ato terrorista. Na mesma noite, a polícia conduziu uma operação na fronteira com o Kosovo, reduzindo o contrabando ilegal de armas para o centro da Sérvia. Dačić também disse que encontraram grandes quantidades de armas e munições na aldeia de Norča, perto de Preševo. O governo da Sérvia acusou o ex-Exército de Libertação de Preševo, Medveđa e Bujanovac, membro de alto escalão, Lirim Jakupi, conhecido como "Comandante nazista". Ele também era procurado pela Macedônia por ataques à polícia em 2005.

### Crise do monumento do UÇPMB de 2012–2013

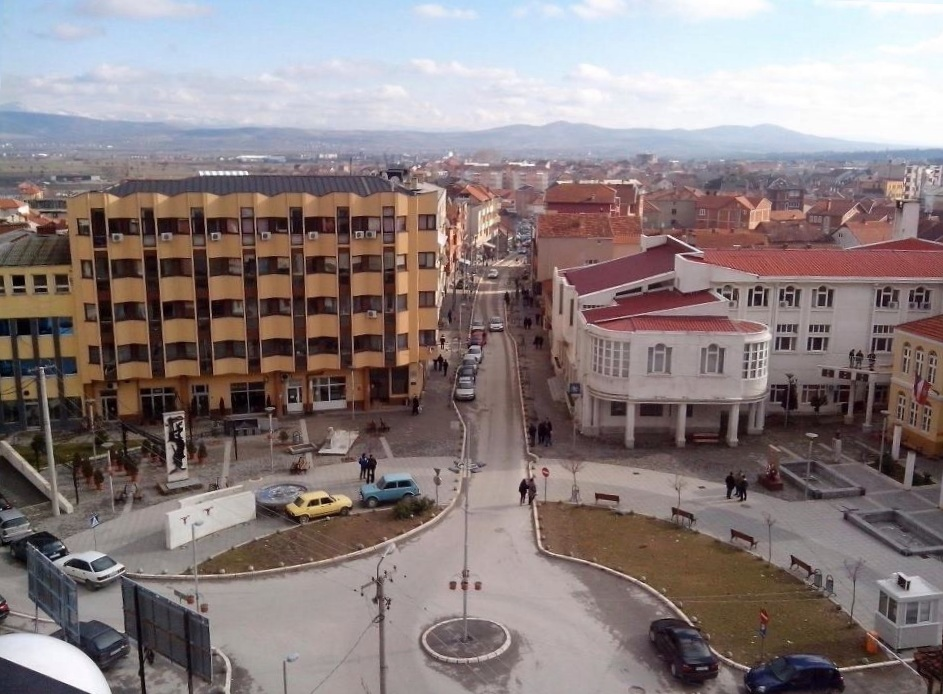
Centro de Preševo em 2013

Em novembro de 2012, um monumento dedicado aos 27 combatentes mortos do UÇPMB foi erguido na praça principal de Preševo. O governo da Sérvia foi contra, portanto, impôs um ultimato ao governo local para removê-lo. Em 16 de maio o prazo expirou. Em 20 de maio, a Gendarmaria Sérvia cercou a cidade com 200 homens, apoiados por veículos fortemente blindados e escavadeiras, começou a remover o monumento com um empacotador às 7h. Pelo menos 2.000 albaneses étnicos protestaram na cidade de Preševo, no sul da Sérvia, para protestar contra a remoção de um memorial aos guerrilheiros albaneses caídos. A operação foi liderada pelo general Bratislav Dikić.  Esta crise aumentou mais uma vez a tensão no Vale de Preševo.

### Ataque de 2014 à Gendarmaria
Em 25 de janeiro de 2014, um cidadão norueguês suspeito de ser membro wahabita atacou a Gendarmaria em Preševo. Ele foi morto em um fogo cruzado com a polícia. Seu motivo era desconhecido.

### Exploração madeireira ilegal
Durante os últimos anos, foram registados numerosos incidentes de exploração madeireira ilegal na Zona de Segurança Terrestre, alegadamente envolvendo grupos armados do território do Kosovo. Um dos incidentes ocorreu em agosto de 2021, quando uma patrulha do exército sérvio na área chamada Ugljarski krš avistou um grupo de 12 pessoas derrubando ilegalmente a floresta. Após a chegada da patrulha militar, os ladrões da floresta dispararam uma bala para o alto. A patrulha reagiu – disparou um tiro de advertência e dirigiu-se ao grupo
Os ladrões da floresta fugiram então em direção ao lado do Kosovo da linha administrativa, mas mais duas explosões foram ouvidas nas imediações. Não houve feridos no incidente, mas, conforme anunciado pelo Ministério da Defesa, o Exército Sérvio foi colocado em alerta máximo naquela área.
Os ataques de ladrões florestais às patrulhas do exército e da polícia na zona administrativa do município de Kuršumlija intensificam-se especialmente no final do verão e início do outono, quando os albaneses do Kosovo cortam ilegalmente a floresta nesta área. Para roubar a floresta, como salientam os residentes das aldeias escassamente povoadas de Kuršumlija nesta área, os ladrões da floresta geralmente vêm armados.
Só durante 2021, 56 ocorrências de exploração madeireira ilegal foram registadas pelas autoridades sérvias.

## Reações
- Albânia – O Primeiro-ministro da Albânia Ilir Meta disse que o problema no Vale de Preševo deveria ser resolvido através de "diálogo e meios democráticos" e não de violência. O diálogo deve começar em breve para que os albaneses tenham garantidos padrões de direitos humanos internacionalmente reconhecidos.[87] Os líderes políticos albaneses apelaram à expansão da zona tampão da OTAN e a uma desmilitarização do vale supervisionada internacionalmente, essencialmente alargando o estatuto protegido do Kosovo ao sul da Sérvia. O governo albanês condenou a violência e apelou aos líderes políticos albaneses do Kosovo para que se distanciassem.[88]
- República Federal da Iugoslávia – O presidente iugoslavo, Vojislav Koštunica, advertiu que iriam irromper novos combates se as unidades da KFOR não atuassem para impedir os ataques vindos do UÇPMB.[89]
  - Políticos albaneses na Sérvia – Jonuz Musliu, o chefe do Conselho Político de Preševo disse que é contra o confronto armado com o governo sérvio.[90]
- Exército de Libertação do Kosovo – Hashim Thaçi acusou Belgrado de genocídio contra a maioria étnica albanesa em três cidades sérvias.[91]
- Tribunal Penal Internacional para a ex-Iugoslávia – A procuradora-geral Carla Del Ponte anunciou a investigação sobre as atividades do UÇPMB no Vale de Preševo.[92]
- OTAN – A OTAN permitiu que as forças sérvias entrassem na Zona de Segurança Terrestre. O porta-voz da OTAN, Jamie Shea, disse que a aliança conversou com os líderes da comunidade étnica albanesa no Kosovo sobre a situação e alertou-os de que não toleraria qualquer ação que piorasse a situação.[93] O Secretário-geral da OTAN George Robertson denunciou insurgentes étnicos albaneses que operam na "zona de segurança terrestre" de cinco quilômetros de largura ao longo da fronteira do sul da Sérvia com o Kosovo. Robertson descreve o insurgente Exército de Libertação de Presevo, Medvedja e Bujanovac como "um punhado de extremistas que estão tentando buscar uma ação exagerada". Mas ele diz que eles não irão longe.[94]
- Rússia – O Ministro das Relações Exteriores da Rússia, Igor Ivanov, descreveu a situação na área como muito crítica; ele disse que são necessárias medidas urgentes para impedir que a violência se espalhe.[93]
- Nações Unidas – O Secretário-geral da ONU Kofi Annan afirmou: "É claro que são os albaneses que são agora a causa destas provocações".[95] O Conselho de Segurança das Nações Unidas condenou a violência dos extremistas albaneses no sul da Sérvia.[96] O Conselho de Segurança convocou os extremistas de etnia albanesa do Kosovo a retirarem-se imediatamente da zona fronteiriça.[97]
- Estados Unidos – Os Estados Unidos foram contra a possível secessão do Vale de Preševo. Autoridades dos EUA também alertaram os rebeldes que não haveria repetição da intervenção da OTAN no Kosovo.[90] A Secretária de Estado Madeleine Albright disse que era muito importante que os extremistas de ambos os lados não pudessem perturbar ainda mais a situação.[91]